# 小林成光
小林 成光（こばやし まさみつ、1978年4月13日 - ）は、栃木県佐野市出身の元プロサッカー選手、サッカー指導者。現役時代のポジションは主にミッドフィールダーで、左右のサイドアタックを担った。

## 来歴
小学校2年生の時にサッカーを始める。1994年、佐野日大高校に進学し、在学中3年連続で国体栃木県選抜に選出された。
1997年、高校を卒業し、東京ガスに入社。社員選手としてジャパンフットボールリーグ・東京ガスFC（現 FC東京）に入団し、同年リーグ開幕戦にスタメン出場。ガス検診をこなしながらも「凄く我慢して起用してくれた（小林談）」大熊清監督の期待に応えるために必死に戦い、全試合に出場。新人王に輝いた。その後チームと共にJ2、J1と舞台を移しながらプレー、2002年からプロ契約を結んだ。同年より監督に就任した原博実は自身の掲げる攻撃的サッカーの担い手として小林を左ウイングに抜擢。開幕戦、小林は前年度優勝の鹿島を相手に2得点2アシストの大活躍で脚光を浴び（翌日の日刊スポーツ紙では、「日韓W杯の秘密兵器」という見出しで一面を飾った）、次節の浦和戦でも決勝点を挙げてFC東京の開幕ダッシュの立役者となった。
しかしその直後の2002年4月15日、練習場に向かう為にオートバイを運転中に突風でバランスを崩し転倒。右大腿部骨幹部を骨折し、長期のリハビリを強いられる。右大腿骨には重い随内釘（ボルト）が埋め込まれ、骨盤からの骨移植も行われた。2004年にはシーズン開幕前のキャンプから軽快なプレーを見せ、同年3月のナビスコカップ鹿島戦で途中出場、9月の同杯準々決勝G大阪戦では約2年4ヶ月ぶりに公式戦のスターティングメンバーに名を連ねた。シーズン終了後、プレーの質を取り戻すべく、再骨折のリスクを覚悟で髄内釘を除去。これが事故以来4度目の手術だった。
2006年、J2サガン鳥栖へ移籍。同年9月の神戸戦で4年半ぶりにリーグ戦での90分フル出場を果たした。
2007年、J2クラブからもオファーを受ける中、地元栃木でJリーグ昇格を目指すJFL・栃木SCへ移籍。サイドでの突破力を発揮して チーム2位の6得点を挙げ、復調を印象付けた。2008年、クラブはリーグ2位に入り翌年からのJリーグ加盟を果たしたが、小林はこの年限りで栃木との契約を満了。予てより栃木でサッカーを終える意思を持っていたため、故郷のクラブのJ2昇格を花道に現役引退を表明した。
2009年、古巣のFC東京にて育成部コーチに就任。感性と冷静に見る目を併せ持ち、選手個々に考えさせる指導ができる、とクラブ上層部からの評価は高く2010年に日本サッカー協会公認B級コーチライセンス取得。また、東京都社会人リーグのFCフエンテ東久留米でもプレーし、1部昇格に貢献した。
2017年、栃木の作新学院大学コーチに就任。

## 所属クラブ
- 旗川クラブ (佐野市立旗川小学校)[1]
- 佐野市立西中学校[1]
- 佐野日本大学高等学校
- 1997年 - 2005年  東京ガスフットボールクラブ / FC東京
  - 2000年8月 - 同年9月  イパチンガFC (留学)
- 2006年  サガン鳥栖
- 2007年 - 2008年  栃木SC
- 2010年 -  FCフエンテ東久留米

## 個人成績
| 国内大会個人成績 | 国内大会個人成績 | 国内大会個人成績 | 国内大会個人成績 | 国内大会個人成績                       | 国内大会個人成績 | 国内大会個人成績    | 国内大会個人成績    | 国内大会個人成績 | 国内大会個人成績 | 国内大会個人成績 | 国内大会個人成績 |
| 年度             | クラブ           | 背番号           | リーグ           | リーグ戦                               | リーグ戦         | リーグ杯            | リーグ杯            | オープン杯       | オープン杯       | 期間通算         | 期間通算         |
| 年度             | クラブ           | 背番号           | リーグ           | 出場                                   | 得点             | 出場                | 得点                | 出場             | 得点             | 出場             | 得点             |
| 日本             | 日本             | 日本             | 日本             | リーグ戦                               | リーグ戦         | リーグ杯            | リーグ杯            | 天皇杯           | 天皇杯           | 期間通算         | 期間通算         |
| ---------------- | ---------------- | ---------------- | ---------------- | -------------------------------------- | ---------------- | ------------------- | ------------------- | ---------------- | ---------------- | ---------------- | ---------------- |
| 1997             | 東京ガス         | 24               | 旧JFL            | 30                                     | 7                | -                   | -                   | 4                | 1                | 34               | 8                |
| 1998             | 東京ガス         | 24               | 旧JFL            | 28                                     | 7                | -                   | -                   | 0                | 0                | 28               | 7                |
| 1999             | FC東京           | 24               | J2               | 20                                     | 2                | 7                   | 2                   | 0                | 0                | 27               | 4                |
| 2000             | FC東京           | 24               | J1               | 27                                     | 2                | 2                   | 0                   | 1                | 0                | 30               | 2                |
| 2001             | FC東京           | 24               | J1               | 20                                     | 1                | 3                   | 2                   | 1                | 0                | 24               | 3                |
| 2002             | FC東京           | 24               | J1               | 6                                      | 3                | 0                   | 0                   | 0                | 0                | 6                | 3                |
| 2003             | FC東京           | 24               | J1               | 0                                      | 0                | 0                   | 0                   | 0                | 0                | 0                | 0                |
| 2004             | FC東京           | 24               | J1               | 1                                      | 0                | 2                   | 0                   | 0                | 0                | 3                | 0                |
| 2005             | FC東京           | 24               | J1               | 3                                      | 0                | 2                   | 0                   | 0                | 0                | 5                | 0                |
| 2006             | 鳥栖             | 24               | J2               | 11                                     | 0                | -                   | -                   | 0                | 0                | 11               | 0                |
| 2007             | 栃木             | 6                | JFL              | 30                                     | 6                | -                   | -                   | 2                | 0                | 32               | 6                |
| 2008             | 栃木             | 8                | JFL              | 20                                     | 3                | -                   | -                   | 1                | 0                | 21               | 3                |
| 2010             | 東久留米         |                  | 東京都2部        |                                        |                  | -                   | -                   | -                | -                |                  |                  |
| 2011             | 東久留米         | 8                | 東京都1部        |                                        | 8                | -                   | -                   | -                | -                |                  | 8                |
| 2012             | 東久留米         |                  | 東京都1部        |                                        | 3                | -                   | -                   | -                | -                |                  | 3                |
| 通算             | 日本             | 日本             | J1               | 57                                     | 6                | 9                   | 2                   | 2                | 0                | 68               | 8                |
| 通算             | 日本             | 日本             | J2               | 31                                     | 2                | 7                   | 2                   | 0                | 0                | 38               | 4                |
| 通算             | 日本             | 日本             | 旧JFL            | 58                                     | 14               | -                   | -                   | 4                | 1                | 62               | 15               |
| 通算             | 日本             | 日本             | JFL              | 50                                     | 9                | -                   | -                   | 3                | 0                | 53               | 9                |
| 通算             | 日本             | 日本             | 東京都1部        |                                        | 11               | -\|\|\|\|\|\|\|\|11 | -\|\|\|\|\|\|\|\|11 |                  |                  |                  |                  |
| 通算             | 日本             | 日本             | 東京都2部        | \|\|\|\|colspan="2"\|-\|\|\|\|\|\|\|\| |                  |                     |                     |                  |                  |                  |                  |
| 総通算           | 総通算           | 総通算           | 総通算           | 196                                    | 42               | 16                  | 4                   | 9                | 1                | 221              | 47               |

- 1999年3月14日：J2初出場 - J2第1節 vsサガン鳥栖 (西が丘)[21]
- 1999年4月23日：J2初得点 - J2第7節 vsヴァンフォーレ甲府 (小瀬)[21]
- 2000年3月11日：J1初出場 - J1 1st第01節 vs横浜F・マリノス (横浜国際)
- 2000年5月6日：J1初得点 - J1 1st第11節 vs川崎フロンターレ (駒沢)

## 指導歴
- 2009年 - 2016年 FC東京
  - 2009年 - 2011年 普及部コーチ
  - 2012年 - 2013年 U-15深川コーチ
  - 2014年 - 2015年 U-18コーチ
  - 2016年 アドバンスクラススタッフ / U-12育成担当
- 2017年 - 作新学院大学サッカー部コーチ
- 2017年 - union sc 監督
- 2018年 - 作新学院大学サッカー部監督
- 2018年 - union sc 総監督
- 2020年 - J-SPORTSFOOTBALLCLUBU-15監督

## タイトル
- ジャパンフットボールリーグ(旧JFL) 新人王 (1997年)
- ジャパンフットボールリーグ (1998年)
- Jリーグカップ (2004年)